# Miss Universo 1966
Miss Universo 1966 foi a 15.ª edição do concurso Miss Universo, realizada em 16 de julho de 1966 no Miami Beach Auditorium, em Miami Beach, Flórida, nos Estados Unidos. Candidatas de 58 países e territórios competiram pelo título. No final do evento, a Miss Universo 1965, Apasra Hongsakula, da Tailândia, coroou a sueca Margareta Arvidsson como sua sucessora.
Algumas novidades, nas regras e tecnológicas, aconteceram nesta edição. Pela primeira vez desde 1952, as 15 semifinalistas passaram a ser anunciadas ao vivo na noite no ínicio da final televisada, ao invés de ser feito ao final das preliminares, e a rede CBS realizou a primeira transmissão em cores do concurso para os Estados Unidos.
Antes de Miami Beach, algumas das misses concorrentes da América Latina e a Miss EUA, junto com a Miss Universo 1965 Apasra Hongsakula, compareceram ao Miss Brasil, no Rio de Janeiro, então considerado pela direção do Miss Universo. o mais organizado e bem realizado concurso nacional do mundo. Aspara e Judith Remenyi, a Miss EUA, fizeram sucesso com o público  e a imprensa brasileira por se comunicarem em português. Do Rio, junto com Ana Cristina Ridzi, a Miss Brasil recém-eleita pela Guanabara, seguiram todas para Nova York ao encontro das demais candidatas da Europa e do Oriente Médio e dali, de ônibus para Miami, parando a caravana em algumas cidades pelo caminho, para divulgar o concurso.

## Evento
Cinquenta e oito candidatas participaram da edição que teve o território americano de Guam como sua única estréia oficial. Trinidad e Tobago, então se apresentando com esse nome, já havia participado apenas como Trinidad. E a Guiana, recém-independente do Reino Unido, também já havia participado antes como Guiana Britânica.
Durante a Parada das Nações, o desfile das misses em carro aberto pela Flag Street, evento que acontecia nos primeiros anos do Miss Universo, as misses dos EUA, Suécia, Brasil, Colômbia, Finlândia, Israel e Alemanha foram as mais aplaudidas pelo público, tornando-se as favoritas. A Miss Tailândia também foi muito notada pela beleza, mas descartada para uma vitória pela imprensa, pela miss vigente já ser tailandesa.
Desde a chegada das misses à Miami, depois de vencer o Miss Suécia, Margareta Arvidsson tornou-se uma favorita do público e da mídia durante as preliminares do concurso, não apenas por sua beleza – também ganhou o prêmio de Miss Fotogenia – mas por sua coleção de roupas, coloridas e representando a última tendência da moda na Europa.
Em 16 de julho de 1966, ela foi eleita Miss Universo como uma das vencedoras mais relutantes em aceitar a coroa. Aos 18 anos, não queria o título e durante a competição tinha pedido aos organizadores para voltar para casa porque estava cansada e com saudades da família. Outro dos motivos alegado, é que não queria passar um ano inteiro numa 'prisão', sendo acompanhada por uma governanta da organização onde quer que fosse. Quando foi coroada, Margareta chorou mais de desespero com a situação do que de emoção.
Já tendo declarado desde a véspera da final que não queria o título, sua disposição, porém, mudou quando, sentada no trono, ouviu da segunda colocada, Satu Östring, da Finlândia, que ela se decidisse ali mesmo, pois se Margareta não queria o título, ela, Satu, queria, pois "tinha ido a Miami para vencer". A partir dali sua disposição mudou, e no dia seguinte, perguntada pela imprensa sobre o fato, declarou que não se lembrava de nada da véspera e estava pronta para assumir as funções de Miss Universo.

## Resultados
| Colocação          | Candidata |
| ------------------ | --- |
| Miss Universo 1966 | - Suécia — Margareta Arvidsson |
| 2.ª colocada       | - Finlândia — Satu Östring |
| 3.ª colocada       | - Tailândia — Jeeranun Savettanun |
| 4.ª colocada       | - Índia — Yasmin Daji |
| 5.ª colocada       | - Israel — Aviva Israeli |
| Top 15             | - Alemanha — Marion Heinrich - Colômbia — Edna Rudd - Dinamarca — Gitte Fleinert - Espanha — Paquita Torres - Estados Unidos — Maria Judith Remenyi - Filipinas — Maria Clarinda Garces - Países Baixos — Marge Domen - Inglaterra — Janice Whiteman - Noruega — Siri Nilsson - Peru — Madeleine Hartog |

### Prêmios especiais

#### Miss Simpatia
- Vencedora:  Espanha — Paquita Torres.

#### Miss Fotogenia
- Vencedora:  Suécia — Margareta Arvidsson.

#### Melhor Traje Típico
- Vencedora:  Israel — Aviva Israeli.

## Candidatas
Em negrito, a candidata eleita Miss Universo 1966. Em itálico, as semifinalistas.
| - África do Sul - Lynn Carol De Jager - Alemanha - Marion Heinrich (SF) - Argentina - Elba Beatriz Bazo - Aruba - Sandra Fang - Áustria - Renate Polacek - Bahamas - Sandra Zoe Jarrett - Bélgica - Mireille De Man - Bermudas - Marie Clarissa Trott - Bolívia - María Elena Borda - Brasil - Ana Cristina Ridzi - Canadá - Marjorie Anne Schofield - Sri Lanka - Lorraine Roosmalecocq - Chile - Stella Dunnage Roberts - Colômbia - Edna Margarita Rudd Lucena (SF) - Coreia do Sul - Yoon Gui-Young - Costa Rica - María Virginia Oreamuno - Cuba (Livre) - Lesbia Murrieta - Curaçao - Elizabeth Sanchez (MS) - Dinamarca - Gitte Fleinert (SF) - Equador - Martha Cecilia Andrade Alominia - Escócia - Linda Ann Lees - Espanha - Paquita Torres Pérez (SF, MS) - Estados Unidos - Maria Judith Remenyi (SF) - Filipinas - Maria Clarinda Garces Soriano (SF) - Finlândia - Satu Charlotta Östring (2°) - França - Michèle Boule - Grécia - Katia Balafouta - Guam - Barbara Jean Perez | - Guiana - Umblita Van Sluytman - Holanda - Marge Domen (SF) - Índia - Yasmin Daji (4°) - Inglaterra - Janice Carol Whiteman (SF) - Irlanda - Gladys Ann Waller - Islândia - Erla Traustadóttir - Israel - Aviva Israeli (5°, TT) - Itália - Paola Bassolino - Jamaica - Beverly Savory - Japão - Atsumi Ikeno - Líbano - Yolla Harb - Luxemburgo - Gigi Antinori - Malásia - Helen Lee Siew Lien - Marrocos - Joelle Lesage - Noruega - Siri Gro Nilsson (SF) - Nova Zelândia - Heather Gettings - Estados Unidos Okinawa - Yoneko Kiyan - País de Gales - Christine Heller - Panamá - Dionisia Broce - Paraguai - Mirtha Martínez Sarubbi - Peru - Madeleine Hartog Bell Houghton (SF) - Porto Rico - Carol Bajandas - Suécia - Margareta Arvidsson (1°, MF) - Suíça - Hedy Frick - Suriname - Joyce Magda Leysner - Tailândia - Jeeranun Savettanun (3°) - Trinidad e Tobago - Kathleen Hares - Turquia - Elgun Arslanner - Venezuela - Magally Beatriz Castro Egui |